# 송정로 (서울)
송정로(Songjeong-ro)는 서울특별시 강서구 공항동에 있는 서울특별시도로, 총 연장은 774m이다. 도로의 명칭이 유래된 것은 소나무가 울창했던 이 곳에 있던 정자를 송정이라 하여 부여하였다.

## 역사
- 2010년 6월 30일 : 도로명으로 송정로를 고시

## 주요 경유지
- 강서구
  - 공항동

## 접촉하는 도로
- 남부순환로 (서울특별시도 제92호선)
- 공항대로 (국도 제48호선)

## 주요 건물 및 시설
- 하나님의교회 (송정로 4/공항동 686-2)
- 부국빌딩 (송정로 13/공항동 691-4)
- 유유빌딩 (송정로 19/공항동 57-26)
- 현대카센터 (송정로 20/공항동 55-24)
- 우리행복한교회 (송정로 27/공항동 57-1)
- 샤롯데주택 (송정로 29/공항동 57)
- 공항동주민센터 (송정로 45/공항동 60-28)
- 스튜디어스하우스 (송정로 47/공항동 60-27)
- 축복빌딩 (송정로 48/공항동 53-47)
- 남원빌딩 (송정로 49/공항동 60-12)
- 대성빌딩 (송정로 51/공항동 60-118)
- 발쿠치네하우스 (송정로 53/공항동 1378)
- 가야주류 (송정로 57/공항동 52-15)
- 정성빌딩 (송정로 64/공항동 53-26)
- 김포빌딩 (송정로 66/공항동 53-27)